# Касл (озеро)

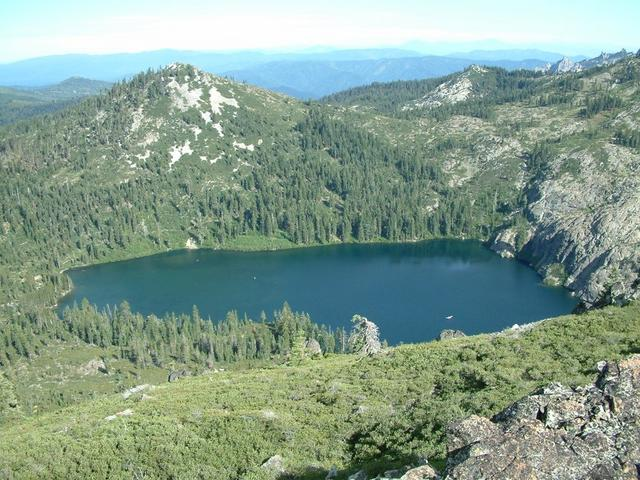
Вид на озеро

Касл (англ. Castle Lake дословно переводится как Замок) — горное озеро в северной Калифорнии, США. Расположено вдоль восточной оконечности гор Кламат в округе Сискию (англ. Siskiyou County). Подпитка озера талыми ледниковыми водами. Площадь — 19 га, максимальная глубина — 34 метра, площадь зеркала озера — 1658 метров. Предположительно озеро образовалось в эпоху Плейстоцена (более 10 000 лет назад).